# Natalie Myburgh
Natalie Myburgh (n. 15 mai 1940 – d. 21 ianuarie 2014, Knysna, Provincia Western Cape, Africa de Sud) a fost o înotătoare sud-africană, medaliată olimpică. A participat la o ediție a Jocurilor Olimpice (1956) în care a câștigat o medalie de bronz.

## Participări
Lista de mai jos prezintă principalele competiții la care a participat Natalie Myburgh de-a lungul carierei.
- swimming at the 1956 Summer Olympics – women's 4 × 100 metre freestyle relay[*]